# تاناكا يوشيكو
ولدت تاناكا يوشيكو في أداتشي كو، طوكيو، اليابان، و كانت إحدى الفنانات  الرائدات، وحازت على جائزة الأكاديمية اليابانية كأفضل ممثلة. من أبرز أعمالها تحفة «ليلى جي تاور»، واصفا الانفجار النووي في اليابان بعد الحرب العالمية الثانية،  «المطر الأسود» و «الأفلاطونية الجنسية»، وما إلى ذلك، أين أظهرت نمطا ناضجا، والكامل للمزاج. توفيت عن عمر يناهز 55 عاما بسبب مرض سرطان الثدي.

## روابط خارجية
- تاناكا يوشيكو على موقع IMDb (الإنجليزية)
- تاناكا يوشيكو على موقع ألو سيني (الفرنسية)
- تاناكا يوشيكو على موقع ميوزك برينز (الإنجليزية)
- تاناكا يوشيكو على موقع أول موفي (الإنجليزية)
- تاناكا يوشيكو على موقع قاعدة بيانات الأفلام السويدية (السويدية)
- تاناكا يوشيكو على موقع أول ميوزيك (الإنجليزية)
- تاناكا يوشيكو على موقع ديسكوغز (الإنجليزية)
- تاناكا يوشيكو على موقع قاعدة بيانات الفيلم (الإنجليزية)
- تاناكا يوشيكو على موقع كينوبويسك (الروسية)
- تاناكا يوشيكو على موقع ANN person (الإنجليزية)